# Вальтер Земан
Вальтер Земан (нім. Walter Zeman, нар. 1 травня 1927 — пом. 8 серпня 1991) — австрійський футболіст, що грав на позиції воротаря.
Виступав, зокрема, за клуб «Рапід» (Відень), а також національну збірну Австрії.
Восимиразовий чемпіон Австрії. Дворазовий володар Кубка Австрії. Володар Кубка Мітропи.

## Клубна кар'єра
У дорослому футболі дебютував 1942 року виступами за команду клубу «Відень», в якій провів три сезони. 
Своєю грою за цю команду привернув увагу представників тренерського штабу клубу «Рапід» (Відень), до складу якого приєднався 1945 року. Відіграв за віденську команду наступні шістнадцять сезонів своєї ігрової кар'єри. За цей час вісім разів виборював титул чемпіона Австрії, ставав володарем Кубка Мітропи.
Завершив професійну ігрову кар'єру у клубі «Зальцбургер», за команду якого виступав протягом 1961—1962 років.
Помер 8 серпня 1991 року на 65-му році життя.

## Виступи за збірну
У 1945 році дебютував в офіційних матчах у складі національної збірної Австрії. Протягом кар'єри у національній команді, яка тривала 16 років, провів у формі головної команди країни лише 41 матч.
У складі збірної був учасником чемпіонату світу 1954 року у Швейцарії, на якому команда здобула бронзові нагороди.

## Титули і досягнення
- Чемпіон Австрії (8):

«Рапід» (Відень): 1945—1946, 1947—1948, 1950—1951, 1951—1952, 1953—1954, 1955—1956, 1956—1957, 1959—1960
- Володар Кубка Австрії (2):

«Рапід» (Відень): 1945—1946, 1960—1961
- Володар Кубка Мітропи (1):

«Рапід» (Відень): 1951
- Бронзовий призер чемпіонату світу: 1954